# Igor Boraska
Igor Boraska (Split, Yugoslavia, 26 de septiembre de 1970) es un deportista croata que compitió en remo.
Participó en tres Juegos Olímpicos de Verano, entre los años 1996 y 2004, obteniendo una medalla de bronce en Sídney 2000, en la prueba de ocho con timonel, y el séptimo lugar en Atlanta 1996 (cuatro sin timonel).
Ganó cuatro medallas en el Campeonato Mundial de Remo entre los años 1994 y 2002.

## Palmarés internacional
| Juegos Olímpicos   | Juegos Olímpicos              | Juegos Olímpicos  | Juegos Olímpicos   |
| Año                | Lugar                         | Medalla           | Prueba             |
| ------------------ | ----------------------------- | ----------------- | ------------------ |
| 2000               | Sídney (Australia)            | Medalla de bronce | Ocho con timonel   |
| Campeonato Mundial |                               |                   |                    |
| Año                | Lugar                         | Medalla           | Prueba             |
| 1994               | Indianápolis (Estados Unidos) | Medalla de oro    | Dos con timonel    |
| 1998               | Colonia (Alemania)            | Medalla de plata  | Cuatro con timonel |
| 2001               | Lucerna (Suiza)               | Medalla de plata  | Ocho con timonel   |
| 2002               | Sevilla (España)              | Medalla de bronce | Cuatro con timonel |